# Multiple Digital Ignition System
MDIS staat voor: Multiple Digital Ignition System.
Dit is een computergestuurd ontstekingssysteem van Suzuki motorfietsen dat werd gepresenteerd op de Suzuki RGV 250 uit 1990.